# Тризубець болотний
Тризубець болотний або тризубець болотяний (Triglochin palustris) — вид багаторічних трав'янистих рослин родини тризубцеві (Juncaginaceae). Етимологія: лат. palustris — «болотний».

## Опис
Стебла трохи трикутні, безлисті, прямостійні, заввишки 15–45, до 60 см. Листя росте поблизу основи, вузько лінійне, шириною 0,5–2 мм, з виїмкою, яка ділить його уздовж на дві частини. Квіти 1–2 мм, запилюються вітром. Плоди з 3-х родючих клітин, 7–10 мм довжиною і шириною 1–1,5 мм, надзвичайно звужені біля основи. Плоди мають гачки, якими вони затримуються в шерсті тварин. Плід містить повітря, тому плаває. Рильця з довгою бахромою. Хромосом: 2n = 24.

## Поширення
Північна Африка: Марокко. Кавказ: Азербайджан; Грузія; Росія Федерація — Передкавказзя, Далекий Схід, Сибір, європейська частина. Азія: Китай; Японія; Корея; Казахстан; Киргизстан; Таджикистан; Азія: Афганістан; Іран; Ірак; Туреччина; Бутан; Індія; Непал; Пакистан. Європа: Білорусь; Естонія; Латвія; Литва; Молдова; Україна; Австрія; Бельгія; Чехія; Німеччина; Угорщина; Нідерланди; Польща; Словаччина; Данія; Фінляндія; Ісландія; Ірландія; Норвегія; Швеція; Об'єднане Королівство; Боснія і Герцеговина; Болгарія; Хорватія; Італія; Чорногорія; Румунія; Сербія; Словенія; Франція; Португалія; Іспанія. Північна Америка: Мексика; Канада; США; Гренландія. Південна Америка: Аргентина; Чилі. Населяє заболочені місця, вологі поля, периферії солончаків або солонистих місць.

## Галерея

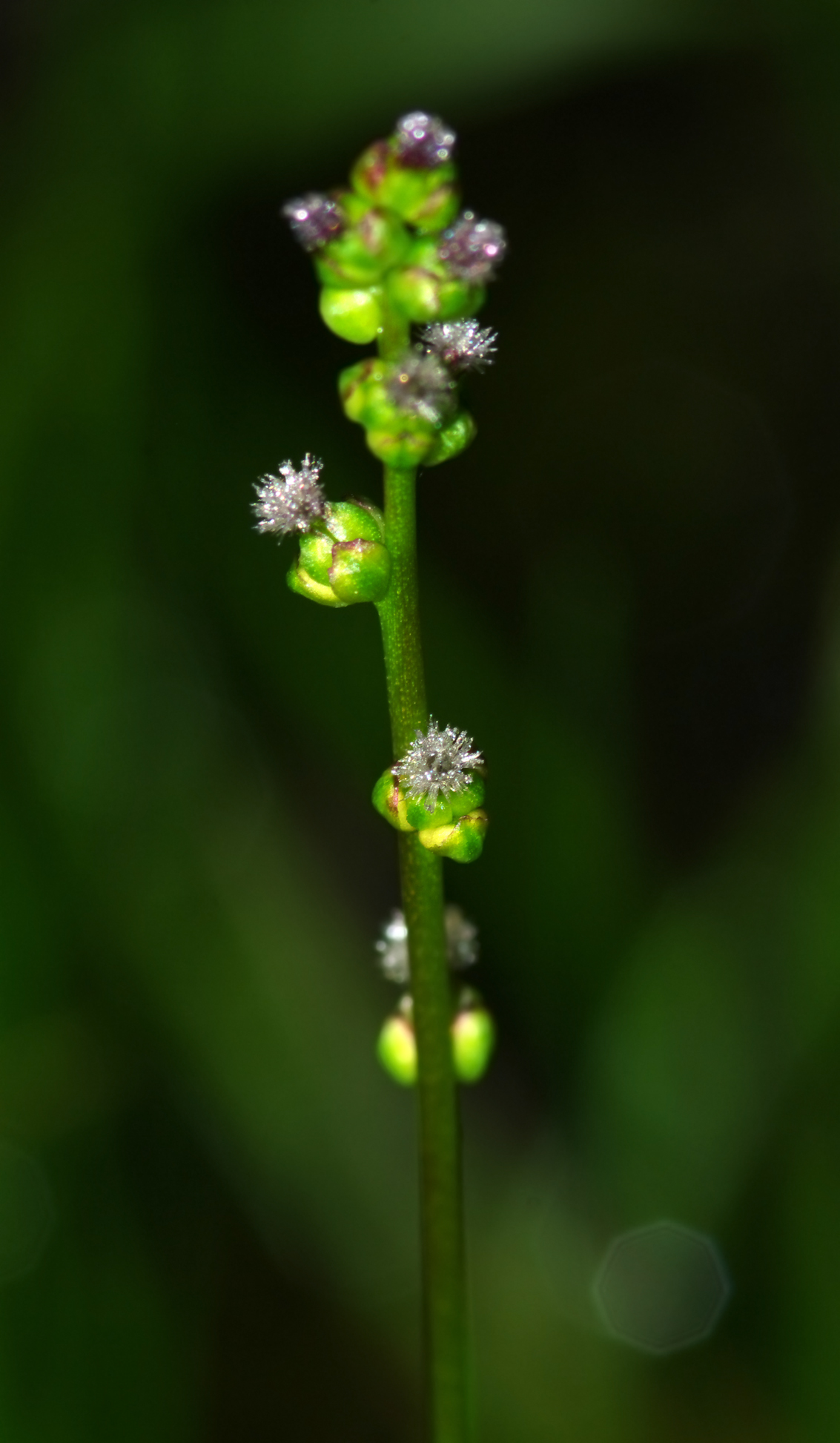
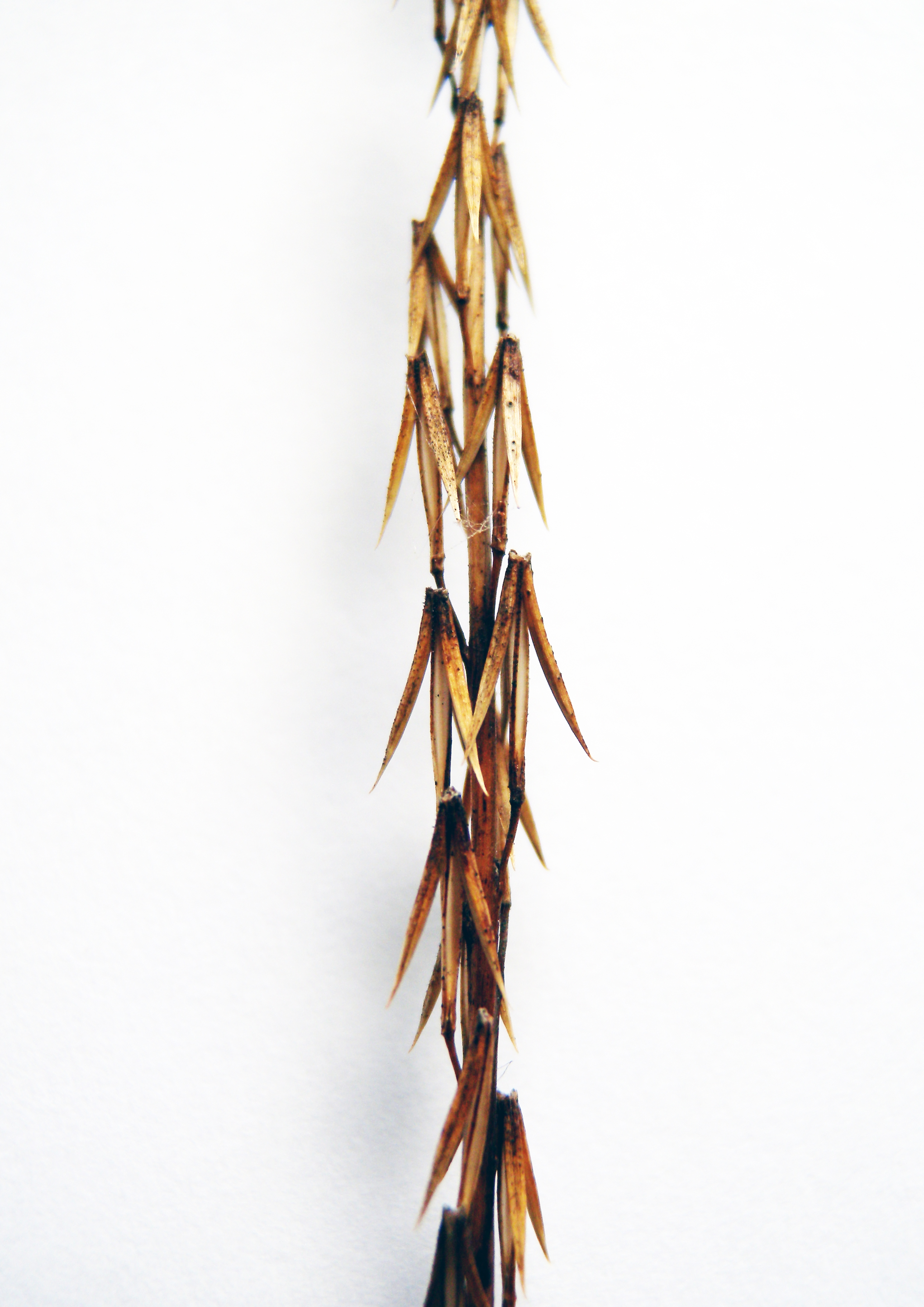
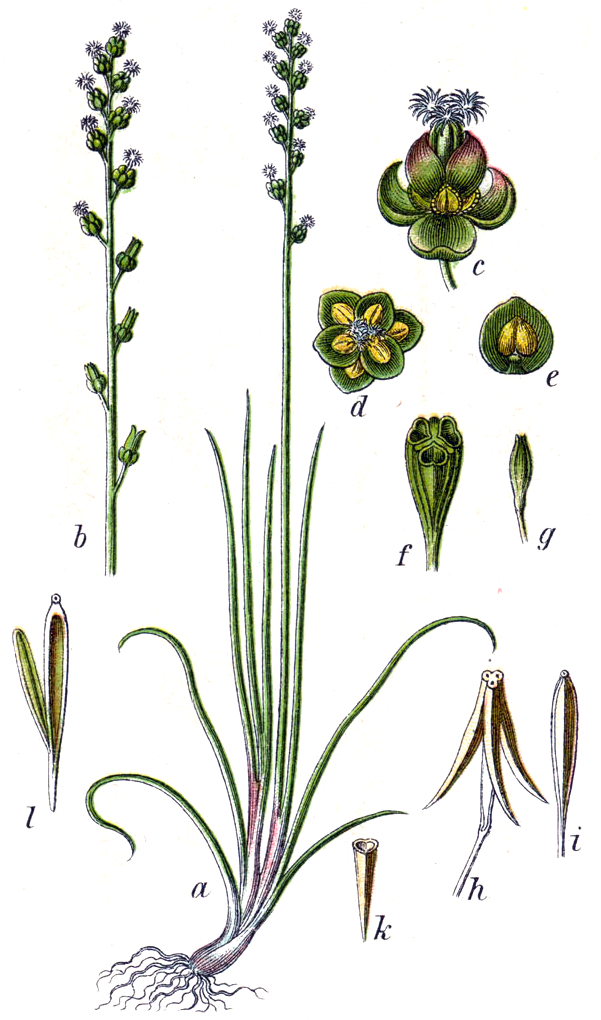